# Bedřich Šetena
Bedřich Šetena (19. dubna 1939 Praha – 3. dubna 2015 Praha) byl český dabér a herec.

## Život
Bedřich Šetena se narodil 19. dubna 1939 v Praze. Již v deseti letech nastoupil do Dismanova dětského rozhlasového souboru. Nejdříve hrál v divadlech, až poté začal dabovat a dostávat malé role ve filmech. Jeho prvním dabingovým počinem byl hlas Petra ve filmu Cesta do pravěku, nadaboval ho již ve svých 16 letech. Bedřich Šetena se v dabingu proslavil rolí pana Burnse v seriálu Simpsonovi. Nadaboval také postavu Macka ve filmu Auta (a následném pokračování Auta 2) nebo Evžena Krabse v seriálu Spongebob v kalhotách. Zahrál si také v seriálu Pan Tau nebo ve filmu Zítra vstanu a opařím se čajem. V roce 1970 se mu narodil syn Bedřich Šetena ml., ten však v roce 2006 zemřel.
Šetena zemřel 3. dubna 2015 ve spánku. Jeho pohřeb se konal 9. dubna v malé obřadní síni krematoria v Praze-Strašnicích.